# Hubert Grimault
Pour les articles homonymes, voir Grimault (homonymie).
Hubert Grimault est un homme politique français, né à Chemillé (Maine-et-Loire) le 7 mai 1929, décédé à Angers (Maine-et-Loire) le 12 septembre 2007.
Il est membre de l'Union pour la démocratie française.

## Carrière parlementaire
Alors secrétaire général du centre départemental de la transfusion sanguine du Maine-et-Loire, il fut élu député de la deuxième circonscription de Maine-et-Loire lors des élections législatives de 1988 le 12 juin 1988. Il prit alors la succession de Jean Foyer qui ne se représentait pas dans cette circonscription dont il fut l'élu pendant près de 24 ans. Au cours de la IXe législature, Hubert Grimault siégea au sein du groupe Union du centre.
Il fut réélu lors des élections législatives de 1993 et de 1997. Au cours des Xe et XIe législatures, il siégea au sein du groupe UDF. Au cours de ses trois mandats, il appartint à la commission de la production et des échanges. Il participa également à deux commissions d'enquête : la commission d'enquête sur la situation actuelle et les perspectives de l'industrie automobile française (1991 - 1993) et la commission d'enquête sur le régime étudiant de sécurité sociale en 1999.
Il choisit de ne pas se représenter aux élections législatives de 2002 et laisse à l'UMP Dominique Richard le soin de porter les couleurs de la droite.

## Sources
- « Hubert Grimault », sur Sycomore, base de données des députés de l'Assemblée nationale